# Saison 2010-2011 de la LNAH
Saison précédente Saison suivante
La saison 2010-2011 est la quinzième saison de la Ligue nord-américaine de hockey (souvent désignée par le sigle LNAH), ligue de hockey sur glace du Québec. Chacune des sept équipes joue quarante-deux parties. La saison régulière débute, le 30 septembre 2010 et se termine le 13 mars 2011.

## Saison régulière

### Changements
- Une nouvelle franchise fait son apparition dans la ligue, le GCI de Sorel-Tracy[1].
- Le CRS Express de Saint-Georges devient le COOL-FM 103,5 de Saint-Georges[2].
- Le CIMT de Rivière-du-Loup devient les 3L de Rivière-du-Loup[3].

### Numéros retirés
- Le 20 février 2011, en recevant l’Isothermic de Thetford Mines le Caron et Guay de Trois-Rivières retire le numéro 44 de David Thibeault[4].
- Le 11 mars 2011, en recevant l’Isothermic de Thetford Mines le COOL-FM 103,5 de Saint-Georges retire le numéro 23 de Steve Gosselin[5].

### Faits marquants
- Le 15 octobre 2010, Mathieu Benoît du Marquis de Saguenay obtient son 663e point dans la ligue. Il devance donc Martin Duval à titre de meilleur marqueur de l’histoire de la ligue[6].
- Le 13 novembre 2010, Dominic Chiasson du Marquis de Saguenay devient le treizième joueur de l’histoire de la ligue à obtenir 500 points en carrière[7].
- Le 10 décembre 2010, Yannick Trembaly du Saint-François de Sherbrooke devient le quatorzième joueur de l’histoire de la ligue à obtenir 500 points en carrière[8].
- Le 30 décembre 2010, dans une victoire de 1-0 contre le COOL-FM 103,5 de Saint-Georges, Dean Lygitsakos obtient sa 100e victoire à titre d’entraîneur-chef du Caron et Guay de Trois-Rivières[9].
- Le 2 janvier 2011, Simon Robidas du Saint-François de Sherbrooke dispute un 465e match dans la ligue. Il devient ainsi le joueur à avoir disputé le plus grand nombre de matchs dans l’histoire de la ligue[10].
- Le 4 février 2011, Luc Bélanger de l'Isothermic de Thetford Mines devient le premier gardien de la ligue à obtenir 200 victoires[11].
- Le 26 février 2011, Mathieu Benoît du Marquis de Saguenay obtient sa 412e passe dans la ligue. Il devance donc Martin Duval à titre de meilleur passeur de l’histoire de la ligue.

### Classement des équipes
L'équipe qui termine la saison régulière en première place est directement qualifiée pour le deuxième tour des séries. C’est le COOL-FM 103,5 de Saint-Georges qui termine en tête de la saison régulière.
Pour les significations des abréviations, voir statistiques du hockey sur glace.
| Équipe                          | PJ | V  | D  | DP | DF | BP  | BC  | Pun   | Pts |
| ------------------------------- | -- | -- | -- | -- | -- | --- | --- | ----- | --- |
| COOL-FM 103,5 de Saint-Georges  | 42 | 29 | 10 | 0  | 3  | 172 | 125 | 1 610 | 61  |
| Caron et Guay de Trois-Rivières | 42 | 23 | 17 | 2  | 0  | 178 | 150 | 1 311 | 48  |
| Saint-François de Sherbrooke    | 42 | 22 | 15 | 3  | 2  | 166 | 145 | 1 457 | 47  |
| Isothermic de Thetford Mines    | 42 | 22 | 17 | 2  | 1  | 172 | 164 | 1 845 | 47  |
| GCI de Sorel-Tracy              | 42 | 19 | 18 | 2  | 3  | 159 | 180 | 1 320 | 43  |
| Marquis de Saguenay             | 42 | 17 | 19 | 5  | 1  | 172 | 188 | 1 714 | 42  |
| 3L de Rivière-du-Loup           | 42 | 15 | 24 | 0  | 3  | 143 | 210 | 1 398 | 33  |

### Meilleurs joueurs de la saison régulière

#### Classement des pointeurs
| Joueur                 | Équipe         | PJ | B  | A  | Pts | +/- | Pun |
| ---------------------- | -------------- | -- | -- | -- | --- | --- | --- |
| Kévin Cloutier         | COOL-FM        | 42 | 29 | 52 | 81  | +20 | 40  |
| Marc Beaucage          | Caron et Guay  | 41 | 27 | 52 | 79  | +12 | 48  |
| Christian Deschênes    | GCI            | 41 | 20 | 38 | 58  | +5  | 72  |
| Francis Charette       | Marquis        | 36 | 26 | 31 | 57  | -5  | 42  |
| Nicolas Corbeil        | Isothermic     | 40 | 26 | 29 | 55  | +2  | 61  |
| Mathieu Benoît         | Marquis        | 42 | 17 | 38 | 55  | -10 | 28  |
| Steve Larouche         | Caron & Guay   | 38 | 19 | 33 | 52  | +8  | 32  |
| Jonathan Gauthier      | Marquis        | 39 | 17 | 33 | 50  | +17 | 32  |
| Jean-François Laplante | Saint-François | 39 | 25 | 24 | 49  | +11 | 82  |
| Jesse Bélanger         | COOL-FM        | 37 | 22 | 27 | 49  | +3  | 18  |

#### Classement des gardiens de but
| Gardien            | Équipe         | PJ | Min     | V  | D | DP | BC | BL | %Arr   | Moy  |
| ------------------ | -------------- | -- | ------- | -- | - | -- | -- | -- | ------ | ---- |
| Frédéric Deschênes | COOL-FM        | 21 | 1240:34 | 13 | 7 | 1  | 56 | 0  | 91,5 % | 2,71 |
| Jeremy Duchesne    | COOL-FM        | 22 | 1309:24 | 16 | 3 | 2  | 62 | 1  | 91,1 % | 2,84 |
| Louis Ménard       | Saint-François | 17 | 844:00  | 8  | 5 | 1  | 45 | 2  | 89.3 % | 3,20 |
| Maxime Daigneault  | Saint-François | 27 | 1458:12 | 13 | 8 | 3  | 82 | 0  | 89,6 % | 3,37 |
| Julien Ellis       | Caron & Guay   | 26 | 1458:12 | 16 | 8 | 1  | 84 | 1  | 89,0 % | 3,41 |

## Séries éliminatoires

### Premier tour
Le deuxième de la saison régulière affronte le dernier, le troisième contre les sixièmes et les deux dernières équipes s'affrontent dans une série au meilleur des cinq matchs, série où trois victoires sont nécessaires pour être qualifiées,.
- Trois-Rivières 2-3 Rivière-du-Loup
- Sherbrooke 3-1 Sorel-Tracy
- Thetford Mines 3-1 Saguenay

### Deuxième tour
Le deuxième tour et la finale se jouent au meilleur des sept rencontres
- St-Georges de Beauce 4-1 Rivière-du-Loup
- Thetford Mines 3-4  Sherbrooke

### Finale des séries
St-Georges de Beauce et Sherbrooke sont opposés en finale et malgré le classement de la saison régulière à l'avantage du COOL-FM 103,5, ce sont les joueurs de Sherbrooke qui remportent la Coupe Canam 4 matchs à 0. Yannick Tremblay joueur de Sherbrooke remporte le trophée des médias du meilleur joueur des séries.

### Classements des pointeurs des séries
| Joueur                 | Équipe         | PJ | B  | A  | Pts | +/- | Pun |
| ---------------------- | -------------- | -- | -- | -- | --- | --- | --- |
| Sylvain Deschâtelets   | Saint-François | 15 | 5  | 14 | 19  | +3  | 32  |
| Yannick Tremblay (en)  | Saint-François | 14 | 10 | 7  | 17  | 0   | 31  |
| Yann Joseph            | Saint-François | 15 | 1  | 16 | 17  | +2  | 32  |
| David Massé            | Isothermic     | 11 | 7  | 8  | 15  | +4  | 42  |
| Kévin Cloutier         | COOL-FM        | 9  | 5  | 7  | 12  | +3  | 10  |
| Chad Lacasse           | 3L             | 10 | 6  | 5  | 11  | +5  | 2   |
| Bobby Mazerolle        | Saint-François | 15 | 5  | 6  | 11  | +5  | 18  |
| Mathieu Dumas          | Saint-François | 15 | 5  | 6  | 11  | +1  | 12  |
| Jean-François Laplante | Saint-François | 14 | 5  | 5  | 10  | -3  | 73  |
| Marc Beaucage          | Caron et Guay  | 5  | 4  | 6  | 10  | -4  | 8   |

## Récompenses

### Trophées et honneurs
Cette section présente l'ensemble des trophées remis aux joueurs et personnalités de la ligue pour la saison.
| Trophée                                                           | Joueur                                                    |
| ----------------------------------------------------------------- | --------------------------------------------------------- |
| Trophée Claude Larose Joueur le plus utile à son équipe           | Kévin Cloutier (COOL-FM)                                  |
| Trophée Éric Messier Meilleur défenseur                           | Jean-Philippe Morin (COOL-FM)                             |
| Trophée Guy Lafleur Meilleur marqueur                             | Kévin Cloutier (COOL-FM)                                  |
| Trophée Maurice Richard Meilleur buteur                           | Kévin Cloutier (COOL-FM)                                  |
| Trophée Serge Léveillée (entraîneur) Meilleur entraîneur          | Carl Fleury (COOL-FM)                                     |
| Trophée Jonathan Delisle Joueur démontrant le meilleur Leadership | Christian Deschênes (GCI)                                 |
| Trophée des médias Joueur le plus utile des séries éliminatoires  | Yannick Tremblay (Saint-François)                         |
| Trophée du meilleur gardien de but                                | Frédéric Deschênes (COOL-FM)                              |
| Trophée du joueur le plus gentilhomme                             | Jesse Bélanger (COOL-FM) Alexandre Jacques (Caron & Guay) |
| Trophée de la recrue offensive                                    | Pierre-Luc Faubert (Caron & Guay)                         |
| Trophée de la recrue défensive                                    | Julien Ellis (Caron & Guay)                               |
| Trophée Gaston Gagné Avancement de sa cause et de la ligue        | Carol Poulin (COOL-FM)                                    |

| Trophée                                                                   | Équipe                         |
| ------------------------------------------------------------------------- | ------------------------------ |
| Coupe du Commissaire Équipe de la saison régulière avec le plus de points | COOL-FM 103,5 de Saint-Georges |
| Coupe Canam Vainqueur des séries                                          | Saint-François de Sherbrooke   |
| Trophée Gilles Lefebvre Meilleure organisation de la ligue                | Non remis                      |

### Équipe d'étoiles
- Gardien : Frédéric Deschênes (COOL-FM)
- Défenseurs : Jean-Philippe Morin (COOL-FM) et François Groleau (Isothermic)
- Centre : Kévin Cloutier (COOL-FM)
- Ailiers : Francis Charette (Marquis) et Jean-François Laplante (Saint-François)